# 康恒路站
康恒路站（工程名严御路站）位于上海市浦东新区北蔡镇 ，车站位于御桥路康恒路。车站主体位于御桥路地下，横跨路口，呈近东西方向。该站为上海轨道交通11号线北段二期的預留车站。11号线二期开通时，车站地下结构已完工，没有随北段二期的其他车站一同使用。该站最终于2024年9月28日开通运营。

## 车站结构

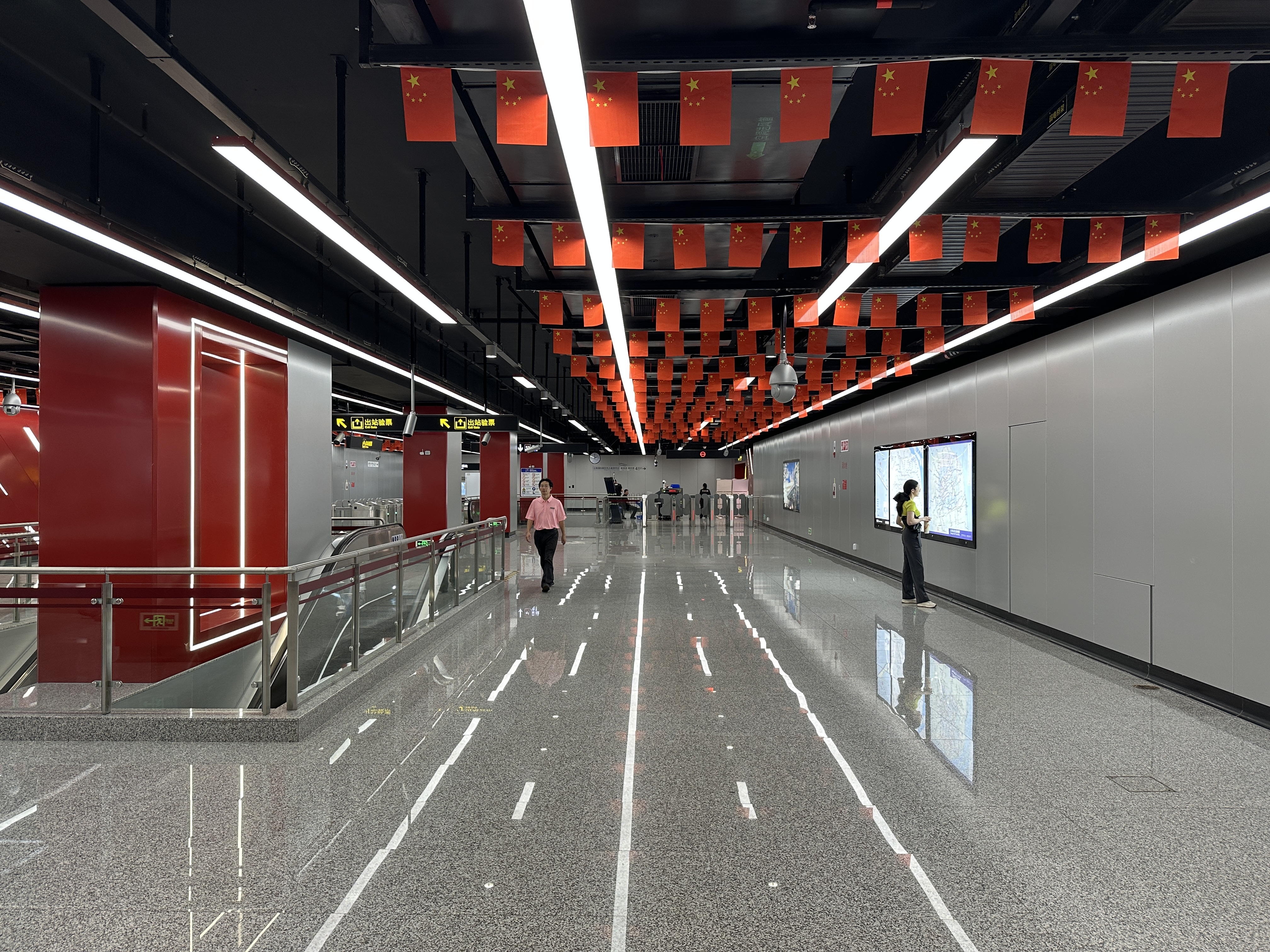
站厅

康恒路站沿御桥路东西向设置，共设4个出入口，为地下二层岛式车站。
| 地面层   | 出入口             | 1-4出入口                         |  |  |
| 地下一层 | 站厅               | 票务服务、自动售票机、人工服务台  |  |  |
| 地下二层 |                    | █ 11号线 往嘉定北或花桥（浦三路） |  |  |
|          | 岛式站台，左侧开门 |                                   |  |  |
|          |                    | █ 11号线 往迪士尼（御桥）         |  |  |

## 车站出口
康恒路共设4个出入口，各出入口如下所示：
| 出口编号            | 出口指示       | 照片 |
| ------------------- | -------------- | ---- |
| 1 · 出口            | 御桥路，康恒路 |      |
| 2 · 出口            | 御桥路，康恒路 |      |
| 3 · 出口 · （设有） | 御桥路，康恒路 |      |
| 4 · 出口            | 御桥路，康意路 |      |
| 图例： 设有         |                |      |